# Barrio Remanso
Barrio Remanso est une localité uruguayenne du département de Canelones, rattachée à la municipalité de Canelones.

## Localisation
Située au centre-ouest du département de Canelones et au sud de la ville de Juanicó, Barrio Remanso se déploie au niveau du kilomètre 36 de la route 5. La localité se trouve à 8 kilomètres de la ville de Canelones, la capitale départementale.

## Population
| Année | Population |
| ----- | ---------- |
| 1985  | 99         |
| 1996  | 190        |
| 2004  | 183        |
| 2011  | 178        |

,

## Source
- (es) Cet article est partiellement ou en totalité issu de l’article de Wikipédia en espagnol intitulé « Barrio Remanso » (voir la liste des auteurs).